# Liste der Baudenkmale in Nieden
In der Liste der Baudenkmale in Nieden sind alle denkmalgeschützten Bauten der vorpommerschen Gemeinde Nieden und ihrer Ortsteile aufgelistet. Grundlage ist die Veröffentlichung der Denkmalliste des Kreises Uecker-Randow mit dem Stand vom 1. Februar 1996. 

## Baudenkmale nach Ortsteilen

### Nieden
| ID | Lage                                    | Bezeichnung                                                           | Beschreibung | Bild           |
| -- | --------------------------------------- | --------------------------------------------------------------------- | --- | -------------- |
|    | (Karte)                                 | Kirche mit Einfriedung und Grabmal für Unbekannte Flamen von 1945     | Spätromanischer Feldsteinbau vom frühen 13. Jahrhundert mit Mansarddach; späterer quadr. Fachwerkturm mit geschweifter Haube; südl. Anbau; Innen: bemalte Holzdecke, Glocken von 1375, Renaissancealtar von 1618, barocke, hölzerne Kanzel von 1710, Taufschale vom 17. Jh., barockes Gestühl, Grüneberg-Orgel, Sanierung 1911 durch Bruno Taut und Maler Franz Mutzenbecher mit expressionistischen Elementen. | Weitere Bilder |
|    | Straße der Freundschaft (Karte)         | Friedhofsmauer mit zwei Portalen und Leichenhalle des Neuen Friedhofs | |                |
|    | Straße der Freundschaft/Am Schmiedeberg | Schmiede                                                              | |                |
|    |                                         | Transformatorenhaus                                                   | |                |

## Quelle
- Bericht über die Erstellung der Denkmallisten sowie über die Verwaltungspraxis bei der Benachrichtigung der Eigentümer und Gemeinden sowie über die Handhabung von Änderungswünschen (Stand: Juni 1997)